# Obermausbach
Obermausbach ist eine Ortschaft in der Gemeinde Wipperfürth im Oberbergischen Kreis im Regierungsbezirk Köln in Nordrhein-Westfalen (Deutschland).

## Lage und Beschreibung
Der Ort liegt im Südwesten der Stadt Wipperfürth nahe der Bundesstraße 506, die im Mittelalter ein bedeutender Heerweg zwischen Köln und Soest war. Der Ort liegt an der Wasserscheide zwischen der Großen Dhünn und der Kürtener Sülz. Im Osten des Ortes entspringt der Mausbach. Nachbarorte sind Lamsfuß, Unterholl, Erlen, Untermausbach und Wüstenhof bei Wipperfeld.
Der Ort gehört zum Gemeindewahlbezirk 160 und damit zum Wahlbezirk Wipperfeld.

## Geschichte
1443 wird der Ort erstmals unter der Bezeichnung „Musbecke“ in einer Einkunfts- und Rechteliste des Kölner Apostelstiftes genannt. Die Karte Topographia Ducatus Montani aus dem Jahre 1715 zeigt die Ortschaft mit der Ortsbezeichnung „Musbach“ und zwei Höfen. Die Topographische Aufnahme der Rheinlande von 1824 verzeichnet Obermausbach auf umgrenztem Hofraum mit drei getrennt voneinander liegenden Grundrissen.

## Busverbindungen
Über die im Nachbarort gelegene Haltestelle Lamsfuß der Linie 427 (VRS/OVAG) ist Obermausbach an den öffentlichen Personennahverkehr angebunden.